# I'm Your Travellin' Man
I'm Your Travelin'Man è il terzo singolo estratto da Dial Hard, il secondo album in studio della rock band svizzera Gotthard.
Si tratta di una canzone scritta da Mandy Meyer e originariamente registrata dai Cobra per l'album First Strike nel 1983.
È stato realizzato un video musicale che mostra i Gotthard eseguire la canzone in una stanza, mentre vengono mostrate alcune immagini del Massiccio del San Gottardo.

## Tracce
CD-Maxi Ariola 74321-19951-2
1. I'm Your Travellin' Man (versione radio) – 5:25 (Mandy Meyer)
2. Open Fire – 4:56 (Steve Lee, Leo Leoni, Chris von Rohr)
3. I'm Your Travellin' Man – 5:25 (Meyer)